# Taiwo Rafiu
Taiwo Rafiu (18 de junho de 1972) é uma basquetebolista nigeriana.

## Carreira
Taiwo Rafiu integrou a Seleção Nigeriana de Basquetebol Feminino em Atenas 2004, terminando na décima-primeira posição.